# 先烈路 (珠海)
先烈路位于中国珠海市，为一条呈东西走向的一般道路。其西南起凤凰南路，东北接情侣中路。

## 概要及历史
先烈路全长185米，宽约11米。西向東單向3车道行驶。
先烈路于1980年代建成，1985年命名，因西南侧靠珠海市烈士陵园。
2009年，先烈路西南侧路段实施单行。

## 經過的道路
这条路的顺序是由西到东排列，其中加粗的字为主幹道：
- 香埠路
- 龙舟街
- 情侣中路